# 13325 Valérienataf
13325 Valérienataf è un asteroide della fascia principale. Scoperto nel 1998, presenta un'orbita caratterizzata da un semiasse maggiore pari a 2,2218069 UA e da un'eccentricità di 0,0780698, inclinata di 4,89839° rispetto all'eclittica.